# Звијерци
Звијерци су насељено место у саставу града Бјеловара, у Бјеловарско-билогорској жупанији, Република Хрватска.

## Становништво
На попису становништва 2011. године, Звијерци су имали 54 становника.

## Попис1991.
На попису становништва 1991. године, насељено место Звијерци је имало 525 становника, следећег националног састава:
| Попис 1991.‍  | Попис 1991.‍  | Попис 1991.‍ | Попис 1991.‍ | Попис 1991.‍ |
| ------------ | ------------ | ----------- | ----------- | ----------- |
|              |              |             |             |             |
| Хрвати       | Хрвати       |             | 486         | 92,57%      |
| Срби         | Срби         |             | 23          | 4,38%       |
| Грци         | Грци         |             | 1           | 0,19%       |
| Југословени  | Југословени  |             | 1           | 0,19%       |
| Словенци     | Словенци     |             | 1           | 0,19%       |
| Чеси         | Чеси         |             | 1           | 0,19%       |
| неопредељени | неопредељени |             | 7           | 1,33%       |
| регион. опр. | регион. опр. |             | 1           | 0,19%       |
| непознато    | непознато    |             | 4           | 0,76%       |
| укупно: 525  |              |             |             |             |